# París-Tours 1976
La París-Tours 1976 (también llamada Gran premio de Otoño) fue la 70.ª edición de la clásica París-Tours. Se disputó el 26 de septiembre de 1976 y el vencedor final fue el belga Ronald De Witte del equipo Brooklyn.

## Clasificación general[1]
|    | Ciclista               | Equipo                 | Tiempo    |
| -- | ---------------------- | ---------------------- | --------- |
| 1  | Ronald De Witte        | Brooklyn               | 5h 49'30" |
| 2  | Raymond Poulidor       | Gan-Mercier-Hutchinson | a 1"      |
| 3  | Robert Bouloux         | Jobo-Wolber-La France  | a 2"      |
| 4  | Frans Van Looy         | Molteni-Campagnolo     | a 27"     |
| 5  | Jean-Luc Vandenbroucke | Peugeot-Esso-Michelin  | m.t.      |
| 6  | Jean-Jacques Fussien   | Gitane-Campagnolo      | m.t.      |
| 7  | Jan Aling              | Ebo-Cinzia             | m.t.      |
| 8  | Jan Raas               | TI-Raleigh-Campagnolo  | m.t.      |
| 9  | Geert Malfait          | Maes Pils-Rokado       | m.t.      |
| 10 | Eric Van De Wiele      | Maes Pils-Rokado       | m.t.      |